# Evelio Otero, Sr.
Evelio Otero (Santiago de Cuba, 13 de marzo de 1921 - Silver Spring, Maryland, 12 de febrero de 1988) fue el primer presentador de televisión en Puerto Rico y uno de los primeros en América Latina.

## Primeros años
Otero nació el 13 de marzo de 1921 en Santiago de Cuba, Cuba. Sus padres eran inmigrantes españoles. Así, su padre provenía de Galicia (España), mientras que su madre era de las Islas Canarias. El segundo más joven de seis hermanos y hermanas, fue criado por una familia de maestros y escritores, cuando su padre biológico no podía criar de los hijos tras la muerte de su madre en el parto de los más jóvenes.

## Carrera
Otero comenzó a trabajar en la radio, con 18 años, como un comentarista de baloncesto en Santiago de Cuba. En 1945, llegó a La Habana, donde su voz se escuchó en la cadena red Azul. En 1948, Don Ángel Ramos en San Juan, Puerto Rico decidió contratar a Don Ramos para que trabajara en Canal 2 y lo trajo a Puerto Rico. Así, Evelio se convirtió en la primera voz que se escucha en los televisores del archipiélago. En este tiempo, Evelio sugirió introducir la estación Telemundo y Don Ramos estuvo de acuerdo, y el nombre de Telemundo, utilizado hoy en día por el de las mayores estaciones de televisión de habla hispana, nació. Evelio pasó a ser el ancla del primer programa de televisión de noticias en Puerto Rico convirtiéndose en el primer periodista de televisión de la isla.
Otero se casó con una profesora de secundaria, Consuelo Rivera y se trasladó a Cuba en 1951 con su nueva novia embarazada. Su hija, Altagracia (Altita) Otero nació el 9 de abril de 1952. Poco después del golpe de Estado de Fulgencio Batista en Cuba, Otero regresó a Puerto Rico donde continuó con el programa de televisión, y debido a su fama se convirtió en el decano de los presentadores de noticias en Puerto Rico.
En 1961, después del nacimiento de su hijo Evelio Jr., Otero se trasladó a la estación de la nueva televisión Channel 4 y se convirtió en el primer anclaje en WAPA-TV. Consiguió varios premios y el éxito económico. 
En 1980, se trasladó a Maryland, donde fue contratado como redactor jefe de la voz de América en español. Poco después, asumió las mismas funciones para el nuevo "Radio Martí" programa de la voz de América, que se orientó hacia Cuba y fue transmitido desde Washington D. C..

## Muerte
Evelio Otero murió en un incendio en su casa en Silver Spring, Maryland el 12 de febrero de 1988, y fue enterrado en el Cementerio Buxeda en Isla Verde, Puerto Rico. Su hijo, Evelio Otero, Jr., un coronel en el Comando de Operaciones Especiales de EE. UU., vivía con él en ese momento, pero no pudo rescatarlo de las llamas.